# 99hooker
99 Hooker（ナインティナイン・フッカー）は、ビデオアーティスト（他にテナー・サックス、詩人、環境的即興オーガナイザー）。

## 略歴・人物
マサチューセッツ州の大学で哲学を専攻し、特にニーチェについて学ぶ。しばらくサンフランシスコを中心に活動。1994年にロン・アンダーソンとのミクスチャー・ロックトリオバンドHappy New Yearでメガフォン・レコードからデビュー。テナー・サクソフォーンとスポークン・ワードで参加する。1996年に、ヘヴィメタル＋強烈な反キリストのメッセージを放ったバンド、バイブル・ラウンチャーをTzadikから発表予定であったが、使用されたサンプリングの問題で叶わずラディカル・ハウスからリリースされた。その後、ニューヨークに移り住み、サンプラーとエレクトロニクスを即興演奏していたモクノアキオとのデュオで活動。自主レーベルから数枚CDをリリース。1998・1999年に西海岸のビック・サー実験音楽フェスティバルに出演他、各地のFMラジオなどでも演奏した。この頃から、環境即興というコンセプトを打ち立て、次第にメディア・パフォーマンス色が強くなり、マルチメディア集団Rev.99を立ち上げる。2001年に西海岸のレーベルPaxレコーディングスから、Turn a deaf earを、2002年にボルビドマグースのドナルド・ミラーをはじめビデオアーティストなど多分野にわたるアーティストを集め一発録音した音源を基に編集されたEverything is changed after 7-11を発表。当時アメリカで人気になった『料理の鉄人』に触発され99分でリミックスをするというコンセプトの作品『エンジニアの鉄人』、ブリトニー・スピアーズの音楽やイメージをオブジェクトなども使い即興でマッシュアップする『ブリトニー・スピアーズの解剖』（パフォーマンスは、ダンサーなども取り入れ断続的に行われていた）も収められたが、著作権の問題で後に削除された経緯がある。

## 参加バンドと作品
- The Happy New Year
  - Happy New Year (1994)
  - Live from the Back Part of the Flag (1994)[4]
- The Dramatics
  - This Is International Telecom (1995)[5]

- バイブル・ラウンチャー
  - Bible Launcher (1996)
- 99 Hooker + Akio Mokuno
  - Techzilla (1999)
- Generica
  - Generica (2004)
- Rev 99
  - Turn A Deaf Ear (2001)[6]
  - Everything Changed After 7-11 (2002[7])

## 主な共演者
- Benton C Bainbridge
- Ron Anderson
- モクノアキオ